# Dienstag
Der Dienstag ist nach deutscher Zählung (überholt: DIN 1355-1) und nach internationaler Zählung (ISO 8601) der zweite Wochentag; nach jüdischer, christlicher und islamischer sowie mittelalterlicher Wochentagszählung der dritte.

## Etymologie
Der Name „Dienstag“, mittelniederdeutsch dingesdach, geht auf den mit dem latinisierten Namen Mars Thingsus belegten nordisch-germanischen Gott Tyr, Beschützer des Things, zurück und ist eine Lehnübertragung von lateinisch dies Martis ‚Tag des Mars‘ (vgl. französisch mardi). Das Wort hat sich vom Niederrhein her im deutschen Sprachgebiet ausgebreitet und die ursprüngliche Form Ziestag verdrängt. Diese ist lediglich im alemannischen Zischtig/Zischdi noch erhalten und kommt über althochdeutsch ziestag/ziostag („Tag des Ziu“) vom selben Gott Tyr in der althochdeutschen Schreibform Ziu. Diese Schreibweise wiederum entspricht dem englischen Tuesday (altenglisch tiw „Ziu“, daher tiwesdæg „Dienstag“).
Die nordgermanische Variante Tyr taucht zum Beispiel in dänisch tirsdag und norwegisch tirsdag/tysdag (auf Bokmål/Nynorsk) auf und geht auf das altnordische tysdagr zurück, vermutlich unter Vermittlung gotischer Missionare, ähnlich wie bei Samstag und Pfinztag (Donnerstag).
Im Schwäbischen, vor allem im Gebiet der Diözese Augsburg, wurde der Dienstag auch als Aftermontag (Nachmontag) bezeichnet. Das bairische Mundartwort Ertag (Erchtag, Irda) geht wohl über gotische Vermittlung auf den griechischen Tagesnamen Ἄρεως ἡμέρα (Áreôs hêméra) („Tag des Ares“ = Mars) zurück, wobei bei den durch Wulfila zum Arianismus bekehrten Goten der Name des Arius bei der Verbreitung mitgespielt haben dürfte.

## Symbol
in mittelalterlichen und barocken Dokumenten (etwa Tagebüchern) findet sich als Zeichen für den Dienstag das Marssymbol ♂, mit Bezug auf die lateinische Bezeichnung dies Martis.

## Besondere Dienstage in den USA
In den USA ist Dienstag Wahltag (der erste Dienstag nach dem ersten Montag im November, fällt zwischen den 2. und den 8. November) und oft auch Erscheinungstag für neue Kinofilme (in Deutschland gewöhnlich Donnerstag) und Updates (z. B. für Windows) oder neue Computer-Programme.